# Whitmire
Whitmire è una città degli Stati Uniti d'America, nello Stato della Carolina del Sud.